# 이영우 (야구인)
이영우(李榮雨, 1973년 11월 27일 ~ )는 전 KBO 리그 한화 이글스의 외야수이자, 현 대전제일고등학교의 야구부 감독이다. 그는 리드오프로 기용되는 선수들 중 1회 선두 타자 홈런이 통산 17개로 이종범 다음으로 많을 정도로 장타력을 겸비한 타자였으나, 병역비리 사건 이후 급격하게 하락한 선수였다.

## 선수 시절

### 한화 이글스시절
1996년에 2차 2순위 지명을 받아 입단하였다. 입단 초기 1루수로 출장했으나, 1999년에 외국인 선수인 댄 로마이어의 입단으로 좌익수로 수비 위치를 변경했다.
1999년에 3할대 타율, 13홈런, 49타점을 기록하며 팀의 첫 우승에 기여했다. 2002년 아시안 게임 국가대표팀에 선출돼 금메달 획득에 기여했으나 2004년 9월에 발생한 병역비리 사건에 연루되며 공익근무요원으로 병역 의무를 이행했다. 소집 해제 후 2007년에 복귀했다. 복귀 첫 해에 홈런을 기록하지 못하는 등 예전의 감각보다 떨어졌다는 평을 들었다. 입소 전 2005년에 체육 훈장 기린장을 받았다. 출장 횟수가 갈수록 감소하다가 2010년에는 어깨 부상까지 겹쳐 2군을 전전했고, 2010년 9월 18일 롯데 자이언츠전에서 은퇴식을 갖고 현역에서 은퇴했다.

## 야구선수 은퇴 후
은퇴 후 선린상고 시절 감독이었던 박순영 감독의 부름을 받아 대전고등학교의 타격 인스트럭터를 역임했고, 2011년 시즌 후 친정 팀의 타격코치로 복귀했다. 김민재 코치의 주루 판단 미스로 인해 주루코치였던 최만호가 작전코치로 이동해 타격코치에서 주루코치로 이동했다.
이후에는 육성군에서 타격코치를 맡았으나, 2015년 시즌 후 재계약 불가 통보를 받아 팀을 떠났다. 이후 kt 위즈의 2군 타격코치로 영입됐다.

## 출신 학교
- 서울남정초등학교
- 선린중학교
- 선린인터넷고등학교
- 건국대학교 체육교육학과 92학번

## 수상
- 1994년 아시안 게임 은메달
- 2002년 아시안 게임 금메달

## 통산 기록
| 연 도           | 소 속           | 나 이           | 출 장 | 타 석 | 타 수 | 득 점 | 안 타 | 2 루 타 | 3 루 타 | 홈 런 | 타 점 | 도 루 | 도 실 | 볼 넷 | 삼 진 | 타 율 | 출 루 율 | 장 타 율 | O P S | 루 타 | 병 살 타 | 몸 맞 | 희 타 | 희 플 | 고 4 |
| --------------- | --------------- | --------------- | ----- | ----- | ----- | ----- | ----- | ------- | ------- | ----- | ----- | ----- | ----- | ----- | ----- | ----- | -------- | -------- | ----- | ----- | -------- | ----- | ----- | ----- | ---- |
| 1996            | 한화            | 24              | 114   | 417   | 353   | 59    | 95    | 21      | 3       | 8     | 39    | 12    | 9     | 49    | 63    | .269  | .360     | .414     | .773  | 146   | 9        | 2     | 11    | 2     | 1    |
| 1997            | 한화            | 25              | 31    | 117   | 109   | 12    | 22    | 6       | 0       | 3     | 12    | 2     | 3     | 6     | 20    | .202  | .241     | .339     | .581  | 37    | 7        | 0     | 1     | 1     | 0    |
| 1998            | 한화            | 26              | 97    | 342   | 297   | 34    | 81    | 19      | 1       | 9     | 31    | 6     | 9     | 38    | 50    | .273  | .354     | .434     | .789  | 129   | 9        | 0     | 6     | 1     | 3    |
| 1999            | 한화            | 27              | 128   | 482   | 425   | 83    | 142   | 33      | 4       | 13    | 49    | 16    | 7     | 40    | 69    | .334  | .399     | .522     | .921  | 222   | 6        | 9     | 3     | 5     | 2    |
| 2000            | 한화            | 28              | 128   | 542   | 478   | 91    | 152   | 36      | 5       | 25    | 64    | 7     | 12    | 52    | 91    | .318  | .392     | .571     | .963  | 273   | 5        | 8     | 1     | 3     | 5    |
| 2001            | 한화            | 29              | 126   | 448   | 381   | 72    | 109   | 25      | 3       | 15    | 65    | 10    | 3     | 62    | 70    | .286  | .385     | .486     | .871  | 185   | 8        | 0     | 4     | 1     | 4    |
| 2002            | 한화            | 30              | 133   | 564   | 476   | 96    | 150   | 26      | 1       | 24    | 52    | 13    | 12    | 73    | 103   | .315  | .415     | .525     | .940  | 250   | 14       | 8     | 7     | 0     | 6    |
| 2003            | 한화            | 31              | 133   | 590   | 498   | 90    | 148   | 28      | 4       | 16    | 71    | 18    | 9     | 78    | 71    | .297  | .399     | .466     | .865  | 232   | 7        | 8     | 3     | 3     | 7    |
| 2004            | 한화            | 32              | 131   | 572   | 483   | 94    | 154   | 31      | 3       | 13    | 60    | 20    | 12    | 73    | 66    | .319  | .415     | .476     | .891  | 230   | 13       | 8     | 6     | 2     | 5    |
| 2007            | 한화            | 35              | 97    | 337   | 294   | 31    | 70    | 14      | 4       | 0     | 28    | 4     | 2     | 37    | 36    | .238  | .320     | .313     | .633  | 92    | 10       | 0     | 3     | 3     | 1    |
| 2008            | 한화            | 36              | 89    | 305   | 271   | 41    | 78    | 21      | 2       | 2     | 27    | 2     | 1     | 26    | 40    | .288  | .347     | .402     | .749  | 109   | 9        | 1     | 2     | 5     | 0    |
| 2009            | 한화            | 37              | 93    | 293   | 260   | 32    | 72    | 12      | 3       | 7     | 35    | 2     | 1     | 28    | 42    | .277  | .345     | .427     | .772  | 111   | 12       | 0     | 3     | 2     | 0    |
| 2010            | 한화            | 38              | 12    | 21    | 21    | 0     | 2     | 0       | 0       | 0     | 0     | 0     | 1     | 0     | 2     | .095  | .095     | .095     | .191  | 2     | 0        | 0     | 0     | 0     | 0    |
| KBO 통산 : 13년 | KBO 통산 : 13년 | KBO 통산 : 13년 | 1312  | 5030  | 4346  | 735   | 1275  | 272     | 33      | 135   | 533   | 112   | 81    | 562   | 723   | .293  | .378     | .464     | .842  | 2018  | 109      | 44    | 50    | 28    | 34   |

- 시즌 기록 중 굵은 글씨는 해당 시즌 최고 기록